# Cannabis in Deutschland

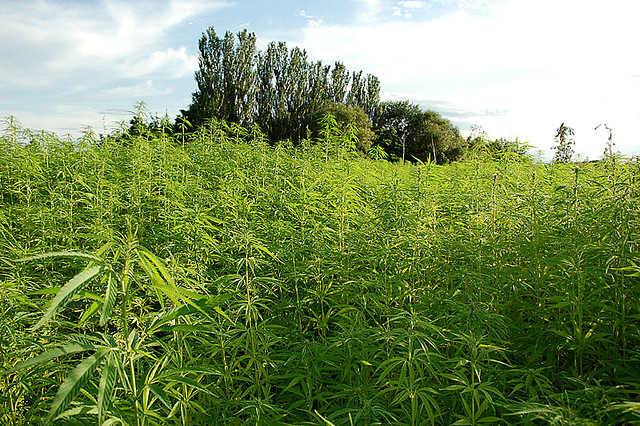
Industriehanf-Feld in einer Berliner Baumschule (2009)

Cannabis (Hanf) wurde auf dem Gebiet des heutigen Deutschland lange als Kulturpflanze angebaut; der Konsum wurde jedoch im 20. Jahrhundert schrittweise unter Verbot gestellt. Seit 2017 ist auch THC-haltiges Cannabis in bestimmten medizinischen Kontexten legal, für den Freizeitkonsum blieb es jedoch weiterhin illegal. Eine teilweise Legalisierung von THC-haltigem Cannabis für den Freizeitgebrauch wurde 2021 im Koalitionsvertrag angekündigt. Ein entsprechender Gesetzentwurf wurde im Februar 2024 vom Bundestag mehrheitlich angenommen und trat als Cannabisgesetz am 1. April 2024 in Kraft.

## Geschichtlicher Hintergrund
Die Kultivierung von Hanf hat auf deutschem Boden eine lange Tradition. Erste Nachweise der Nutzung als Kulturpflanze stammen von den Germanen und Kelten. Die Römer bauten in ihren Kolonien in Germanien Hanf feldmäßig an. Im Frühmittelalter erwähnte Kaiser Karl der Große in seiner Landgüterverordnung „Capitulare de villis vel curtis imperii“ den Hanf, nahm diesen allerdings nicht in die Liste der als verpflichtend anzubauenden Pflanzen auf. Hanf war im Mittelalter auch eine zehntpflichtige Kulturpflanze. Die Hanse handelte und transportierte Hanfstängel und daraus hergestellte Produkte wie Seile und Segeltücher. Die Blütezeit des deutschen Hanfanbaus lag im 17. Jahrhundert. In den folgenden Jahrhunderten kam es zu einem stetigen Rückgang der Anbaufläche. Nachdem es in den beiden Weltkriegen zu einer vorübergehenden Wiederbelebung des Anbaus gekommen war, wurde dieser im Jahr 1982 in der Bundesrepublik ausnahmslos verboten. Bereits seit Anfang des 20. Jahrhunderts wurde der Umgang zum Freizeitkonsum schrittweise unter Strafe gestellt. Erst seit 1996 können Landwirte mit Genehmigung wieder Cannabis in Form von besonders THC-armen Industriehanf als Nutzpflanze kultivieren.
Seit 1997 findet in Berlin jährlich die Hanfparade, eine Demonstration zur Hanflegalisierung im August statt.
Der Global Marijuana March findet seit 2000 in Deutschland statt. In Berlin wurde er bis zur Insolvenz des Vereins vom Bündnis Hanfparade organisiert, danach von Privatpersonen. Seit 2011 wird der Global Marijuana March vom Deutschen Hanfverband koordiniert.

## Hanf als Nahrungsmittel
Nicht-psychoaktive Lebensmittel aus Hanfsamen (weniger als 0,2 % THC) sind in deutschen Reformhäusern weit verbreitet. Seit Ende der 2010er Jahre werden Lebensmittel und Getränke auf der Basis von Hanf in einigen Städten, darunter auch in Berlin, auch in Supermärkten angeboten. Zudem begannen Reformhäuser und Drogerien wie dm und Rossmann, verschiedene Cannabidiol-Produkte zu verkaufen sowie in manchen Fällen auch THC-freies Cannabis.

## Medizinischer Gebrauch
Im Februar 2008 wurden sieben deutsche Patienten legal mit medizinischem Cannabisextrakt behandelt, wofür eine Ausnahmegenehmigung beantragt werden musste.
Am 4. Mai 2016 verabschiedete das Bundeskabinett ein Gesetz, das die Verwendung von Cannabis für schwerkranke Patienten erlaubt, die einen Arzt konsultiert haben und „keine therapeutische Alternative haben“. Bundesgesundheitsminister Hermann Gröhe legte dem Kabinett den am 10. März 2017 wirksam gewordenen Gesetzesentwurf zur Legalisierung von medizinischem Cannabis vor. Lizenzen werden vom Bundesinstitut für Arzneimittel und Medizinprodukte an Unternehmen für den Anbau von Cannabis für medizinische Zwecke vergeben. Seit März 2017 können Schwerkranke Cannabis durch ein ärztliches Rezept auf Kosten der Krankenkassen beziehen.

## Gesetzgebung zum privaten Konsum von Cannabis

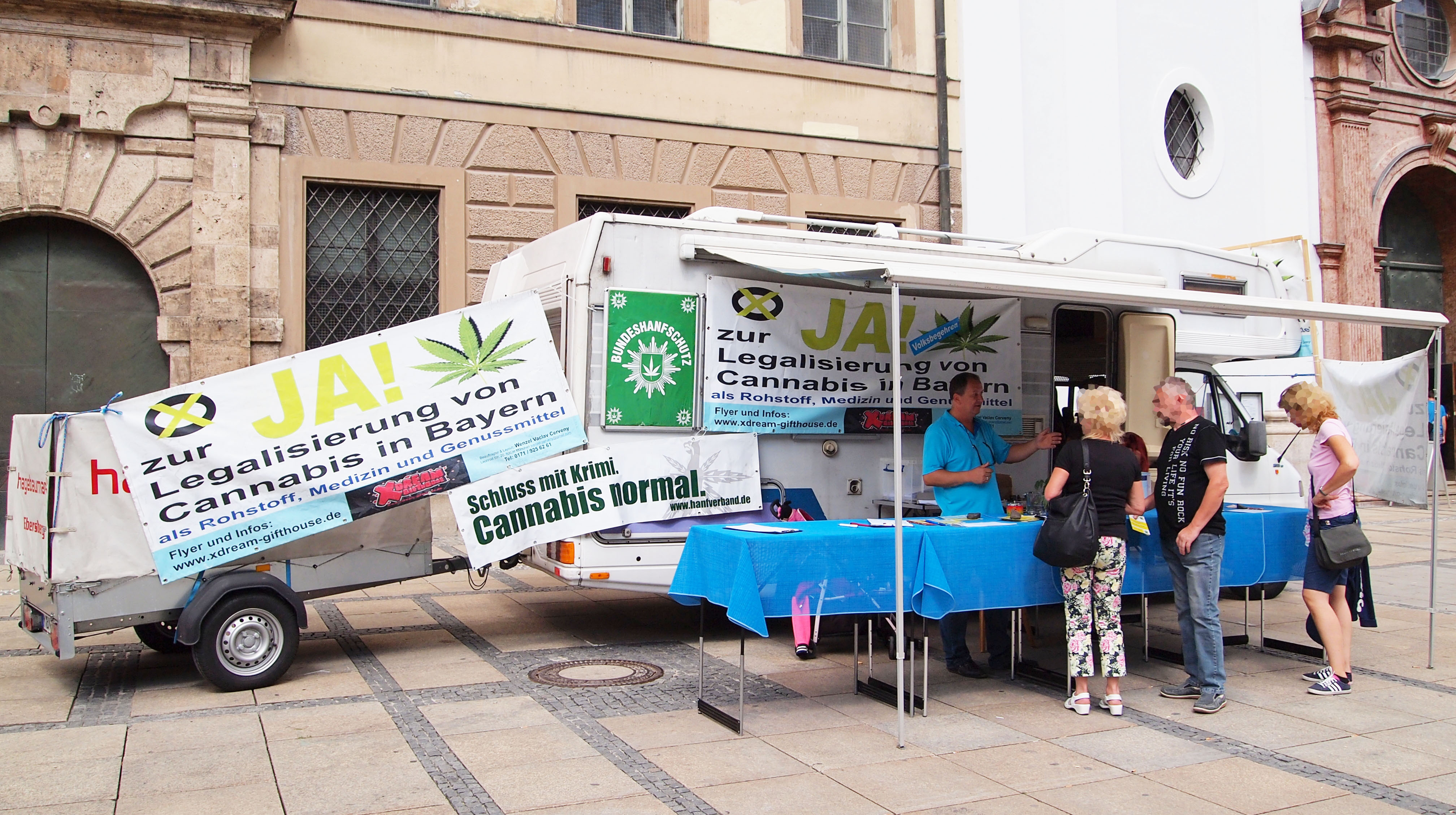
Werbestand für die Legalisierung von Cannabis in München (2014)

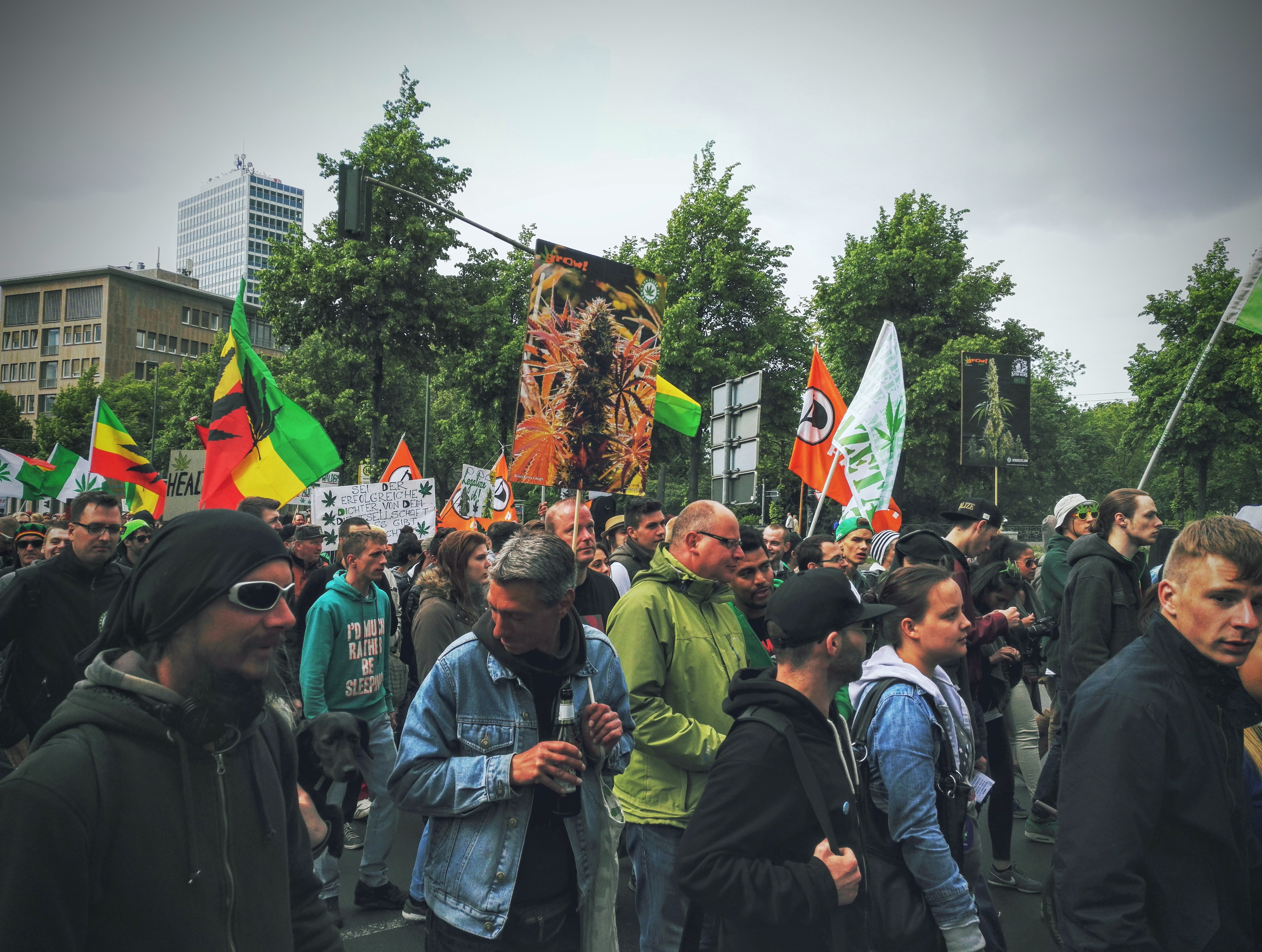
Global Marijuana March in Düsseldorf (2016)

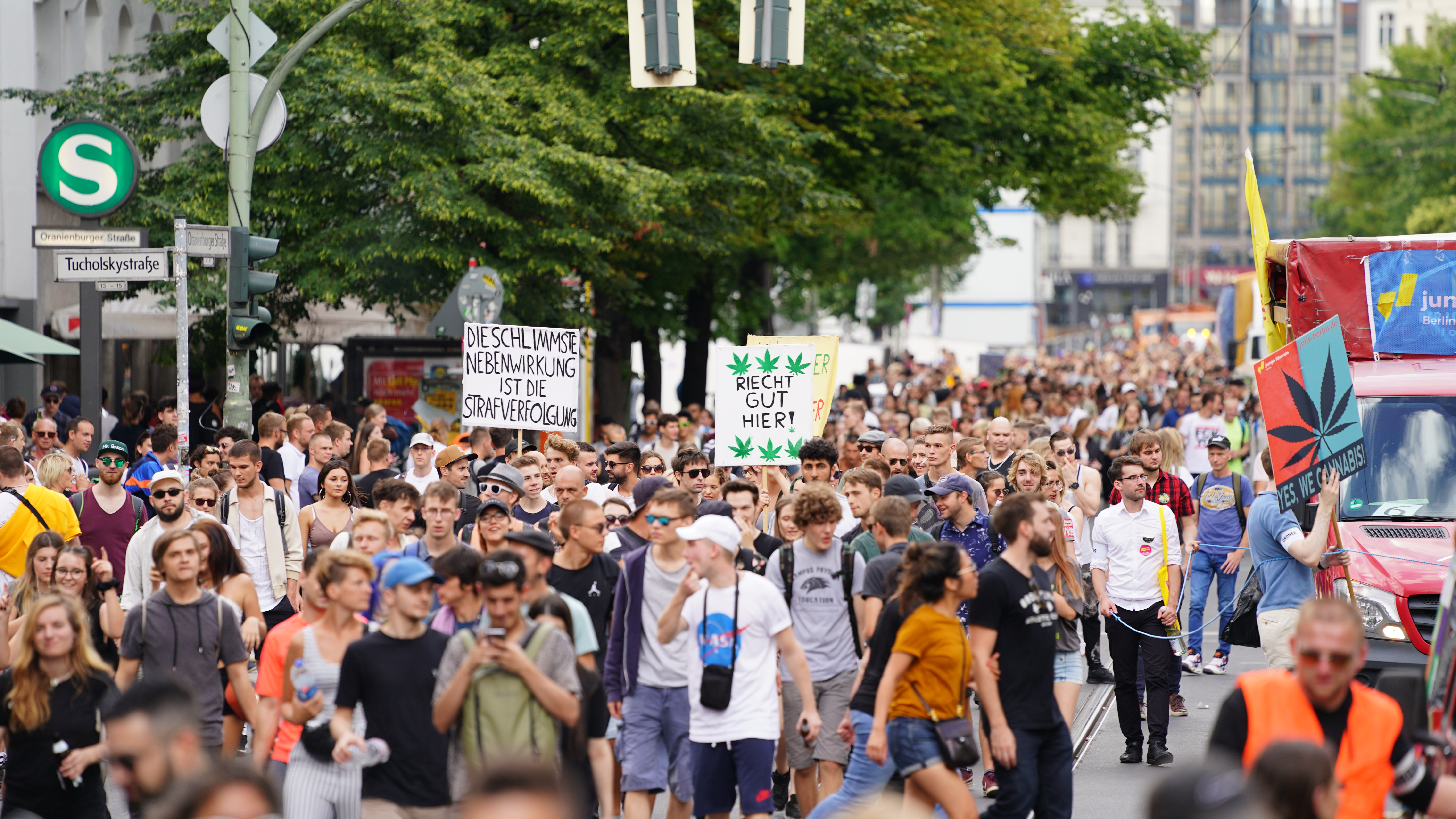
Hanfparade in Berlin (2019)

Mit Wirkung zum 1. April 2024 wurde der private Konsum und Besitz von geringen Mengen Cannabis für Erwachsene in Deutschland legalisiert und im Cannabisgesetz reglementiert. Bis zu diesem Zeitpunkt fiel Cannabis unter die Regelungen des deutschen Betäubungsmittelgesetz.
Nach deutschem Recht war der Konsum von Cannabis bereits als Betäubungsmittel nicht illegal: Er gilt rechtlich als nicht strafbare Selbstverletzung. Gesetzeskommentare erkennen an, dass es im juristischen Sinne möglich ist, Betäubungsmittel zu konsumieren, ohne sie vorher gekauft oder besessen zu haben. Das bedeutet, dass ein positiver Drogentest alleine nicht zu einer Verurteilung nach dem Betäubungsmittelgesetz führt.
Die Grünen, die Linke und die FDP forderten, den Konsum von Cannabis für den privaten Konsum reguliert zu legalisieren.
Nach der Bundestagswahl 2021 einigten sich SPD, die Grünen und die FDP in ihrem Koalitionsvertrag auf eine „kontrollierte Abgabe von Cannabis an Erwachsene zu Genusszwecken in lizenzierten Geschäften“. Da diese geplanten Geschäfte einer Vorprüfung zufolge nicht mit Europarecht zu vereinen gewesen wären, wurde ein 2-Säulen-Modell gewählt. Bei diesem wurde mit der ersten Säule der Besitz von geringen Mengen Cannabis sowie der private und nicht-kommerzielle gemeinschaftliche Anbau (in Anbauvereinigungen bzw. Cannabis Social Clubs) zum 1. April 2024 legalisiert. Damit verbunden war die Ankündigung einer zweiten Säule, die nach weiteren Verhandlungen in der EU perspektivisch auch den Verkauf in Fachgeschäften ermöglichen soll. Ein entsprechender Gesetzentwurf wurde im Februar 2024 vom Bundestag mehrheitlich angenommen und trat als Cannabisgesetz am 1. April 2024 in Kraft.

### Argumente
Für eine Änderung im Umgang mit dem privaten Konsum wurden angeführt:
- Schutz der Konsumenten vor verunreinigtem, mit bspw. schädlichen Chemikalien versetztem Cannabis.
- Vermeidung einer Stigmatisierung von Konsumenten, die sie hindere, ärztliche Hilfe bei gesundheitlichen Problemen zu suchen.
- Minimierung des Risikos für Konsumenten, in Kontakt mit weiteren Drogen zu kommen.
- Die Einführung und Kontrolle eines Mindestalters beim Einkauf könnten Minderjährige vom Kauf der Droge abhalten.[16]
- Laut einer Studie der Heinrich-Heine-Universität Düsseldorf aus dem Jahr 2021 könnte die Legalisierung von Cannabis in Deutschland jährlich mehr als 4,7 Milliarden Euro an zusätzlichen Steuereinnahmen bringen.[17]

Gegen eine Änderung im privaten Konsum werden angeführt:
- Der Konsum von Cannabis gehe mit gravierenden gesundheitlichen und sozialen Folgen einher, insbesondere für die besonders vulnerable Gruppe der Kinder und Jugendlichen, aber auch für Heranwachsende, denen zukünftig der Besitz und Konsum von Cannabis erlaubt sein soll. Denn das menschliche Gehirn sei bis zur Vollendung des 25. Lebensjahrs nicht vollständig ausgereift, und der Konsum von Cannabis könne mit strukturellen Veränderungen des Gehirns und kognitiven Störungen und Funktionsdefiziten einhergehen.[18][19][20] Insgesamt verharmlose eine Legalisierung die gesundheitlichen Gefahren mit negativen Folgen und Langzeiteffekte des Cannabiskonsums für Kinder und Jugendliche.[21]
- Die Regelungen des Gesetzentwurfs zum Gesundheitsschutz und Kinder- und Jugendschutz sowie zu präventiven Maßnahmen würden zu einem erheblichen Kontrollaufwand bei ohnehin überlasteten Behörden führen;[22] die zahlreichen Vorgaben, beispielsweise zum privaten Eigenanbau oder zur Einhaltung des Konsumverbots, sollen kaum kontrollierbar sein.[23] Stattdessen werde es zu einer weiteren Zunahme an Bürokratie kommen, die aufgrund ihrer Komplexität in der Realität zu Kontrollverlust führe.[24]
- Unter Berücksichtigung der Erfahrungen der Polizei sei anzunehmen, dass langjährige und professionelle Akteure des organisierten Drogenhandels nach einer Legalisierung von Cannabis ihre Tätigkeiten nicht einstellen werden.[25] Da sich der organisierte Drogenhandel nicht an staatliche Kontrollen und steuerliche Vorgaben wie die legalen Produzenten halte, könne dieser seine Produkte günstiger und damit gewinnbringend in Verkehr bringen.[26]

### Versuche einer Gesetzgebungsänderung bis 2021
In den 18. Deutschen Bundestag brachte die in der Opposition befindliche Bundestagsfraktion Bündnis 90/Die Grünen am 4. März 2015 den Entwurf eines „Cannabiskontrollgesetzes“ (Drucksache 18/4204) ein.
Mit der Mehrheit der regierenden Koalition aus CDU, CSU und SPD wurde der von der Fraktion Die Linke im Bundestag unterstützte Entwurf der Fraktion Bündnis 90/Die Grünen am 2. Juni 2017 vom Bundestag auf Beschlussempfehlung und Bericht des Ausschusses für Gesundheit (Drucksache 18/12476) abgelehnt.
Auch in den 19. Deutschen Bundestag brachte die erneut in der Opposition befindliche Bundestagsfraktion Bündnis 90/Die Grünen am 20. Februar 2018 einen Entwurf eines „Cannabiskontrollgesetzes“ (Drucksache 19/819) ein. Abgeordnete der Fraktion Die Linke im Bundestag brachten am 21. Februar 2018 den Antrag „Gesundheitsschutz statt Strafverfolgung – Für einen progressiven Umgang mit Cannabiskonsum“ (Drucksache 19/832), Abgeordnete der Fraktion der Freien Demokraten am 10. Oktober 2018 den Antrag „Medizinalcannabis-Anbau zum Export ermöglichen“ (Drucksache 19/4835) und die AfD-Fraktion im Deutschen Bundestag am 13. März 2019 den Antrag „Medizinalcannabis auf eine wissenschaftliche Grundlage stellen –Verfahren im Arzneimittelmarktneuordnungsgesetz zur Nutzenbewertung und Preisfindung anwenden, Anwendungssicherheit verbessern und Krankenkassen entlasten“ (Drucksache 19/8278) ein. Am 5. März 2020 stellten Abgeordnete der Fraktion Die Linke den Antrag „Gleichstellung von cannabis- und alkoholkonsumierenden Führerscheininhaberinnen und Führscheininhabern“ (Drucksache 19/17612). Am 27. Oktober 2020 brachten Abgeordnete der Liberalen die Anträge „Medizinalcannabis-Anbau zum Export ermöglichen“ (Drucksache 19/23690) und „Cannabis-Modellprojekte ermöglichen“ (Drucksache 19/23691) ein.
Der Ausschuss für Gesundheit empfahl am 10. Mai 2019 die Ablehnung des Antrags der Linken (Drucksache 19/13098), am 21. Mai 2019 die Ablehnung des AfD-Antrags (Drucksache 19/10370) und am 22. Oktober 2020 die Ablehnung des Gesetzentwurfs von Bündnis 90/Die Grünen (Drucksache 19/23606).

### Gesetzgebungsverfahren zum Cannabisgesetz (2021 bis 2024)
Nach der Bundestagswahl 2021 einigten sich SPD, die Grünen und die FDP in ihrem Koalitionsvertrag über „die kontrollierte Abgabe von Cannabis an Erwachsene zu Genusszwecken in lizenzierten Geschäften“.
Im Oktober 2022 veröffentlichte das Bundesgesundheitsministerium ein Eckpunktepapier. In diesem wurde die geplante Abgabe in Fachgeschäften weiter konkretisiert, eine Gesetzesvorlage für das erste Quartal 2023 wurde angekündigt. Bestehenden europarechtlichen Bedenken sollte mit einer Interpretationsvorlage entgegnet werden, die der EU-Kommission im Rahmen eines Notifizierungsverfahrens vorgelegt werden sollte.
Im April 2023 wurde auf Grund der europarechtlichen Bedenken ein überarbeitetes Eckpunktepapier vorgestellt. Die Legalisierung wurde auf eine Entkriminalisierung des privaten Besitzes sowie auf die Möglichkeit zur Gründung von Cannabis Social Clubs reduziert (Säule 1). Darüber hinaus soll in Modellregionen ein kommerzieller Verkauf – wissenschaftlich begleitet – ermöglicht werden (Säule 2). Die Entkriminalisierung wurde bis Ende 2023 in Aussicht gestellt.
Am 28. April 2023 legte Bundesgesundheitsminister Karl Lauterbach einen ersten Gesetzesentwurf, basierend auf dem zweiten Eckpunktepapier vor. Die Ressortabstimmungen wurden am 5. Juli 2023 beendet. Nach der Begutachtung durch Länder und Verbände wurde der Entwurf am 16. August 2023 vom Kabinett gebilligt. Abschließend musste er noch im Bundestag debattiert und abgestimmt werden.
Cannabis ist im Betäubungsmittelgesetz von der Liste der verbotenen Substanzen gestrichen worden. Eigenanbau und Besitz bestimmter Mengen der Droge sind für Volljährige seit dem 1. April 2024 erlaubt. Zum 1. Juli werden Clubs zum gemeinsamen Anbau möglich. Vorgesehen sind verschiedene Regeln und Vorgaben für eine kontrollierte Freigabe. Die Neuregelung sieht u. a. vor, den Bezug von Cannabis in begrenztem Umfang – maximal 25 Gramm pro Tag – über nicht kommerzielle Vereine zu gestatten. Für Jugendliche unter 18 Jahren bleibt Besitz und Konsum von Cannabis weiterhin verboten. In Privaträumen sind der Eigenanbau von bis zu drei Cannabispflanzen und der Besitz von bis zu 50 Gramm (Trockengewicht) Cannabis erlaubt (§ 3 Abs. 2 KCanG), in der Öffentlichkeit ist der Besitz von bis zu 25 Gramm Cannabis erlaubt (§ 3 Abs. 1 KCanG).
Mit Art. 13 des Gesetzes wurde eine Regelung in das Einführungsgesetz zum Strafgesetzbuch (EGStGB) eingefügt, der die Anwendbarkeit von Art. 313 EGStGB bestimmt. Dieser besagt, dass noch nicht vollstreckte Strafen zu erlassen sind, wenn die der Strafe zugrunde liegende Tat nicht mehr strafbar ist. Bereits verhängte, aber noch nicht (vollständig) vollstreckte Strafen für Taten nach dem Betäubungsmittelgesetz (BtMG), die nach dem CanG nicht mehr strafbar oder mit Geldbuße bedroht sind, werden erlassen. In Fällen tateinheitlicher oder tatmehrheitlicher Verurteilungen („deliktische Mischfälle“) ist die (Gesamt-)Strafe gerichtlich neu festzusetzen.
Am 29. September 2023 debattierte der Bundesrat den Gesetzentwurf und verlangte einige Verschärfungen. Das Gesetz ist als Einspruchsgesetz ausgelegt und bedurfte nicht der Zustimmung des Bundesrats.
Die Erste Lesung des Gesetzentwurfes im Bundestag fand am 18. Oktober 2023 statt. Am 23. Februar 2024 stimmte der Bundestag dem Gesetzentwurf mit 404 Ja-Stimmen, bei 226 Nein-Stimmen und vier Enthaltungen mehrheitlich zu. Kritik kam während der vorhergehenden Debatte vor allem von CDU und AfD. Am 22. März 2024 lehnte der Bundesrat eine Anrufung des Vermittlungsausschusses mehrheitlich ab. Nur Bayern, Baden-Württemberg, Brandenburg und das Saarland stimmten für dieses Mittel. Die Vertreter Sachsens stimmten uneinheitlich ab, weswegen die Stimme als ungültig gewertet wurde, die anderen Bundesländer enthielten sich. Das „Gesetz zum kontrollierten Umgang mit Cannabis und zur Änderung weiterer Vorschriften“ (Cannabisgesetz – CanG) wurde am 27. März 2024 verkündet und trat überwiegend am 1. April 2024 in Kraft. Begleitend dazu empfahl eine Expertenkommission des Bundesverkehrsministeriums einen THC-Grenzwert 3,5 Nanogramm je Milliliter Blutserum im Straßenverkehr. Im Juni 2024 beschloss der Bundestag eine entsprechende Änderung straßenverkehrsrechtlicher Vorschriften, der der Bundesrat im Juli zustimmte. Mit dieser gilt, wie von der Arbeitsgruppe vorgeschlagen, u. a. ein THC-Grenzwert 3,5 ng/ml für Kraftfahrzeugführer (für Fahranfänger gilt ein noch strengerer Grenzwert). Das Änderungsgesetz trat am 22. August 2024 in Kraft.
| Partei        | Dafür  | Dagegen | Enthaltung / Nicht abgegeben |
| ------------- | ------ | ------- | ---------------------------- |
| SPD           | 178    | 4       | 0 / 25                       |
| CDU/CSU       | 0      | 167     | 0 / 30                       |
| Grüne         | 113    | 0       | 0 / 5                        |
| FDP           | 82     | 1       | 2 / 7                        |
| AfD           | 1      | 53      | 0 / 24                       |
| Die Linke     | 23     | 0       | 0 / 5                        |
| BSW           | 5      | 1       | 1 / 3                        |
| Fraktionslose | 2      | 0       | 1 / 3                        |
| Gesamt        | 404    | 226     | 106                          |
| Gesamt        | 54,9 % | 30,7 %  | 14,4 %                       |